# Synoicum blochmanni
Synoicum blochmanni is een zakpijpensoort uit de familie van de Polyclinidae. De wetenschappelijke naam van de soort is voor het eerst geldig gepubliceerd in 1894 door Heiden.